# 샤먼 인터내셔널 센터
샤먼 인터내셔널 센터는 중국 샤먼에 공사중인 마천루이다. 원래는 397.16m 88층 높이의 페어월 인터내셔널 센터로 착공했으나 339m 높이로 축소되었다. 이후 완공된다면 샤먼에서 가장 높은 건물이된다.